# Behningia baei
Behningia baei is een haft uit de familie Behningiidae. De wetenschappelijke naam van de soort is voor het eerst geldig gepubliceerd in 2006 door McCafferty & Jacobus.
De soort komt voor in het Oriëntaals gebied.